# 張雄 (アナウンサー)
張 雄（チャン・ウン、朝鮮語: 장웅、1971年8月26日 - ）は、大韓民国の韓国放送公社 (KBS) 所属のアナウンサー。
2000年にKBSにアナウンサーとして採用され入局した。『사랑의 가족』、『2TV 아침』、『굿모닝 대한민국』、『천안함의 영웅들, 당신을 기억합니다』などの番組で司会を務めている。2016年12月に韓国語文記者協会主催の第28回韓国語文賞放送部門で文化体育観光部長官賞を受賞した。